# Alfabetisme

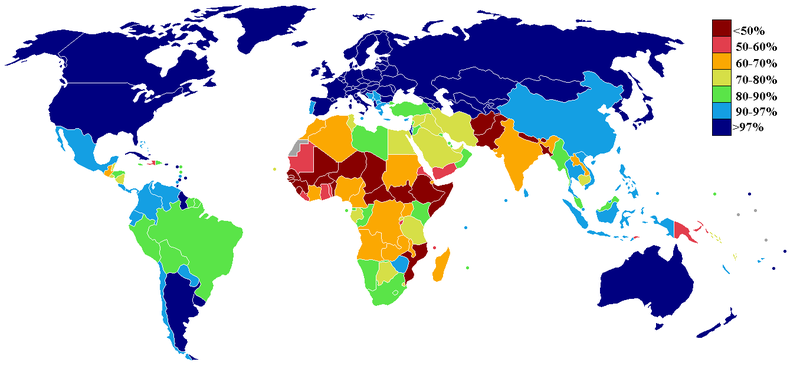
Taxes d'alfabetització del món el 2011.

L'alfabetització és l'acció i efecte d'ensenyar de llegir i d'escriure a grans masses de persones adultes i d'instruir-les; és l'acció d'ensenyar a llegir i escriure a les persones d'una regió o comunitat. En el report final de la Cinquena Conferència Internacional sobre l'Educació dels Adults, organitzada per la Unesco, es va concloure que és "l'adquisició dels coneixements i les competències bàsiques que tots hem de menester en un món que canvia ràpidament, i un dret fonamental dels éssers humans".
L'alfabetisme és la capacitat de ser alfabetitzat. Sovint inclou la capacitat de dominar operacions bàsiques de càlcul i tenir unes mínimes nocions culturals per a sobreviure en l'entorn. Molts polítics consideren la taxa d'alfabetització (el percentatge d'una regió que pot llegir i escriure) com un mesurament crucial del capital humà i de l'accés a noves possibilitats de feina i desenvolupament en la societat així com en la capacitat per produir riquesa i la igualtat social. Per a altres, serveix com a indicador de la cultura d'un país; és un factor més per tenir en compte el seu grau de desenvolupament. Alfabetitzar sovint es considera com l'aprenentatge del primer nivell de l'educació d'adults i equival als primers cursos de l'educació primària.
Molts països han dut a terme campanyes d'alfabetització, generalment en correlació amb fenòmens de profund canvi social: la reforma a Alemanya, la Revolució Francesa, la Revolució Russa, la Revolució Cubana, etc. Les bases de les campanyes mundials d'alfabetització daten, però, del 1962 i són un dels resultats de l'empresa d'educació popular i de base començada al segle xix. La UNESCO, en la sessió de la conferència general del novembre de 1960, llançà les bases d'un programa mundial d'alfabetització, i a l'assemblea general de l'ONU del desembre de 1961 hom demanà que aquest organisme se'n responsabilitzés; la seva feina consisteix a coordinar les diferents accions i a fer el programa d'estudis, i a fornir consells, experts i precisions tècniques als estats.
Hi ha grans diferències entre el nombre d'analfabets als països desenvolupats i els anomenats del "tercer món", i en aquests països, també existeixen grans diferències entre homes i dones, que són les que sovint tenen menys accés a l'ensenyament. Segons la Unesco, es calcula que l'any 2008 hi havia uns 774 milions de persones adultes analfabetes (aproximadament un de cada cinc adults). L'opacitat de les dades de determinats governs no ajuda a la detecció i solució del problema. Els països de l'antic bloc soviètic són dels que més esforços van fer en aquest camp. La meitat dels infants de 10 anys als països amb ingressos baixos o mitjans en 2020 no sabien llegir ni entendre un text simple, i aquesta xifra arribava al 87% a l'Àfrica subsahariana.
Determinats tècnics diferencien entre analfabetisme i illetrisme. Una persona illetrada pot entendre un missatge simple, copsa el mecanisme de la lectoescriptura, però no pot arribar a la idea central d'un text curt i no sap usar els conceptes que llegeix (manca de vocabulari i de comprensió lectora). L'illetrisme és molt més difícil de mesurar i afecta també zones desenvolupades. Va molt lligat amb la qualitat de l'educació.
El Dia internacional de l'alfabetització se celebra el dia 8 de setembre.

## L'alfabetització al llarg de la història

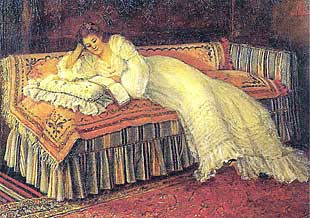
Dona llegint un llibre, per la pintora otomana Müfide Kadri.

L'alfabetisme és un excel·lent indicador per a valorar altres fenòmens històrics com ara l'educació, el procés de modernització i la fenomenologia social.
La història de l'alfabetització té dues modalitats d'estudi clarament diferenciades:
- L'alfabetització censal; que utilitza dades estadístiques on s'interroga la població total d'un estat sobre la seva capacitat per a llegir i escriure.
- L'alfabetització precensal; que davant la manca de documents específics, ha de recórrer a fonts indirectes i acontentar-se amb el recurs de l'enquesta històrica.

A l'Estat espanyol, el primer cens útil per a mesurar l'alfabetització va ser l'any 1860, i a França, l'any 1866. Segons alguns treballs, el nivell d'alfabetització de Catalunya s'ha mantingut sempre per sobre de la mitjana de l'Estat.
A causa del recurs a l'indicador de la signatura a l'hora de diferenciar els lletrats i els illetrats, i de la necessitat d'apel·lar a la mostra davant la impossibilitat per a aconseguir la prova escrita de tots els individus; l'estudi de l'alfabetització precensal s'ha desenvolupat de forma gairebé inexorable.
 Les possibilitats quantitatives d'aquests estudis disminueixen a mesura que es retrocedeix més enllà del segle XVIII; per això l'anomenada via qualitativa basada en els estudis paleogràfics ha estat l'alternativa utilitzada pels medievalistes i pels historiadors del Renaixement. La fórmula paleogràfica abandona l'estadi tradicional de ciència auxiliar i es llança a l'estudi social de la cultura escrita, plantejant-se qüestions inèdites fins al moment, com qui escriu i per què ho fa.
Entre aquestes dues opcions metodològiques, cal destacar el fet que l'alfabetització dels Països Catalans, des del principi del segle xviii fins a la segona meitat del segle xx, s'ha realitzat majoritàriament en francès o en castellà. La magnitud quantitativa i la incidència qualitativa del fenomen està encara per estudiar.

## Alfabetització i societat
En una mesura o altra, els entorns socials són entorns alfabetitzats. La comunicació a través de la lectura i l'escriptura forma part de tota societat. Els organismes mundials, els governs nacionals i les organitzacions comunitàries depenen d'aquestes destreses per prendre decisions, difondre coneixements, planificar i documentar diverses iniciatives. Per la seva banda, les persones fan ús diari d'aquestes habilitats en les seves transaccions, activitats d'aprenentatge i de lleure i al moment d'establir contactes a través del temps i la distància.
En el món actual un de cada cinc adults, aproximadament 774 milions d'homes i dones, no posseeix les competències bàsiques necessàries per tenir accés a la comunicació escrita, 75 milions de nens no van a l'escola i molts milions més de joves l'abandonen sense haver adquirit un nivell adequat de alfabetisme que asseguri una participació productiva a la societat. Per a ells, el món en què viuen és inaccessible, distant, impossible de conèixer i han de dependre de les persones alfabetitzades per prendre importants decisions sobre les seves pròpies vides.
L'alfabetització aporta tot un seguit de beneficis a les persones, famílies, comunitats i nacions. Hi ha poques avaluacions precises d'aquests programes d'alfabetització pel que fa a l'adquisició de coneixements i els efectes duradors d'aquesta. A més, alguns efectes positius com la conscienciació política, l'adquisició d'autonomia i la reflexió crítica són difícils de mesurar intrínsecament.
Dins de l'àmbit dels beneficis personals, els efectes de l'alfabetització estan íntimament units a l'autoestima, la confiança en si mateix i l'autonomia personal, que confereixen la sensació de comptar amb més possibilitats per a l'acció individual o col·lectiva. És més difícil discernir amb claredat quins són els beneficis culturals. Els programes d'alfabetització poden qüestionar les actituds gràcies a l'adquisició de competències en matèria de reflexió crítica.
L'increment de l'alfabetització comporta beneficis socials potencialment importants. Les investigacions realitzades en diversos països mostren que les dones que participen en programes d'alfabetització no només posseeixen millors coneixements en matèria de salut i planificació familiar, sinó que a més tenen més possibilitats d'adoptar mesures de salut preventiva (com la vacunació) o de buscar assistència mèdica per a elles i els seus fills. La correlació entre l'educació i la disminució de la fertilitat està perfectament demostrada, encara que s'hagin efectuat pocs treballs d'investigació sobre les repercussions dels programes d'alfabetització d'adults en la conducta reproductiva. Els pares instruïts que s'han beneficiat d'una educació formal, o de programes educatius per a adults, tenen més possibilitats d'enviar els seus fills a l'escola i ajudar-los a fer els deures.
La participació en programes d'alfabetització d'adults permet a les dones accedir a àmbits reservats als homes i qüestionar-los, per exemple aprenent les llengües oficials o administrant els recursos financers de la família. Gràcies als programes d'alfabetització, les que hi participen tendeixen a fer-se escoltar més a la llar, ja que han adquirit l'experiència necessària per a això, a l'haver d'expressar-se davant de tota la classe. Encara que els obstacles socials puguin impedir a les dones el gaudir d'una igualtat real, hi ha molts exemples de programes d'alfabetització que aborden la qüestió de la igualtat entre els sexes en el pla comunitari. Així passa a l'Índia amb les campanyes realitzades contra el consum d'alcohol per part dels homes i amb el recurs a mesures jurídiques per fer front a les violències de gènere.
Els beneficis econòmics de l'educació s'han estudiat àmpliament, sobretot pel que fa a l'increment dels ingressos personals i al creixement econòmic en general. Encara que el nombre d'anys d'escolarització continua sent la variable més utilitzada, alguns estudis recents s'han centrat en les avaluacions de les competències cognitives, materialitzades per regla general en les puntuacions obtingudes en proves de lectura, escriptura i aritmètica elemental. Les seves conclusions mostren que el nivell d'alfabetització té una repercussió positiva en els ingressos de les persones, qualsevol que sigui el nombre d'anys d'escolarització. Diversos estudis han tractat de dissociar l'impacte de l'alfabetització en el creixement econòmic i l'impacte en l'educació. Un estudi que va utilitzar les dades de l'Enquesta Internacional sobre Alfabetització d'Adults va arribar la conclusió que les diferències del nivell mitjà de competències entre els països de l'OCDE explicaven el 55% de les diferències de creixement econòmic en el període 1960-1994. Això vol dir que les inversions destinades a incrementar el nivell mitjà de competències podrien generar guanys econòmics considerables. Un estudi sobre 44 països africans ha posat en relleu que l'alfabetització forma part de les variables amb efectes positius en el creixement del PIB per capita, i una altra enquesta sobre 32 països en desenvolupament (islàmics en la seva majoria) ha mostrat que tant el nivell d'alfabetització dels adults com el d'escolarització tenen una repercussió positiva en el creixement econòmic. Un altre estudi indueix a pensar que arribar a una taxa d'alfabetització del 40% com a mínim és una condició imprescindible per a un desenvolupament econòmic durador.
L'alfabetització ha estat definida en un sentit molt restringit com l'habilitat per llegir i escriure. No obstant això, el concepte d'alfabetització ha evolucionat com a resultat de canvis en els patrons de comunicació i les exigències laborals. En lloc d'establir una divisió entre els analfabets i els alfabetitzats, els investigadors han proposat un continu que contempla diferents nivells i usos de les competències d'alfabetització d'acord amb el context en què es presentin. Per tant, no existeix el concepte d'alfabetització com una competència única que la persona posseeix o no posseeix, sinó, més aviat, es parla de competències múltiples. En diferents etapes de la nostra vida, tots hem destinat temps a la realització de tasques orals i escrites i l'aprenentatge de noves competències, per exemple, les competències que les tecnologies de la informació fan necessàries. El concepte de "alfabetitzacions situades" emfatitza la influència del context social, cultural i polític sobre la manera que les persones fan servir i adquireixen els conceptes bàsics de càlcul numèric, lectura i escriptura.

### Evolució del concepte
L'alfabetització s'ha definit i interpretat de múltiples maneres, que han evolucionat amb el pas del temps sota la influència dels treballs d'investigació i les prioritats en matèria de polítiques a nivell internacional i nacional. En totes les definicions hi ha un element comú fonamental: l'alfabetització encarna les competències de lectura i escriptura. Les nocions d'aritmètica elemental se solen considerar un complement o un component de l'alfabetització.
En haver-se reconegut les limitacions que comporta una concepció de l'alfabetització basada exclusivament en les competències, en la segona meitat del segle xx s'ha tractat de posar l'accent en les utilitzacions i aplicacions de les competències en funció de modalitats "útils". En les dècades de 1960 i 1970, la noció d'«alfabetització funcional» ha anat cobrant un major arrelament tot posant en relleu els nexes entre l'alfabetització, la productivitat i el desenvolupament socioeconòmic global. Recentment, s'ha centrat l'atenció en les modalitats d'utilització i aplicació de l'alfabetització en diferents contextos socials i culturals. Molts educadors han arribat a considerar l'alfabetització com un procés actiu d'aprenentatge que comporta una conscienciació social i una reflexió crítica susceptibles de facilitar l'emancipació de les persones i els grups per promoure canvis en la societat. Els treballs de l'educador brasiler Paulo Freire han integrat la noció d'aprenentatge actiu en contextos socioculturals particulars. Freire sosté que «tota lectura d'una paraula va precedida per una lectura del món». El terme alfabetització ha ampliat el seu significat fins a arribar a convertir-se en metàfora de molts tipus de competències. Alguns especialistes estimen que la noció més apropiada a la vida del segle xxi és la d'«alfabetitzacions múltiples», és a dir, competències elementals relacionades amb la tecnologia, la salut, la informació, els mitjans de comunicació, l'àmbit del visual, el camp de la ciència i altres contextos.
Des de la dècada de 1950, les organitzacions internacionals -i més concretament, la UNESCO- han tingut un paper important en l'elaboració de polítiques relatives a l'alfabetització, basant-se en noves conceptualitzacions. Arran de la Segona Guerra Mundial, la UNESCO va donar suport a la propagació de l'alfabetització d'adults en el marc d'una tasca concertada per fer progressar l'educació bàsica. La primera enquesta mundial sobre l'alfabetització dels adults - que abastava més de 60 països - es va publicar el 1957, en una època en què els encarregats de l'elaboració de polítiques començaven a plantejar-se com l'educació i l'alfabetització podrien capacitar millor les persones per participar en una economia en curs de modernització i beneficiar-se'n. Aquesta publicació i altres estudis van contribuir a l'elaboració d'una definició estàndard de l'alfabetització que va ser adoptada per la Conferència General de la UNESCO el 1958:
| « | Està alfabetitzada tota persona que pot llegir i escriure, comprenent-lo, un enunciat simple i breu que guarda relació amb la seva vida quotidiana | » |
| — definició estàndard de l'alfabetització que va ser adoptada per la Conferència General de la UNESCO el 1958 | |   |

Aquesta definició va esdevenir una referència per mesurar l'alfabetització en els censos nacionals.
En els decennis de 1960 i 1970, es comença a destacar la funció exercida per l'alfabetització en el creixement econòmic i el desenvolupament nacional, especialment en els països que acabaven d'independitzar. Fent-se ressò d'aquesta nova concepció, la Conferència General de la UNESCO va adoptar el 1978 una definició de l'alfabetització funcional que encara s'utilitza avui dia:
| « | Està alfabetitzada funcionalment tota persona que pot realitzar totes les activitats en què és necessària l'alfabetització per propiciar un funcionament eficaç del seu grup o comunitat i permetre seguir utilitzant la lectura, l'escriptura i el càlcul amb vista al seu desenvolupament individual i el de la comunitat. | » |
| — definició estàndard de l'alfabetització que va ser adoptada per la Conferència General de la UNESCO el 1978 | |   |

Mentrestant, la teoria de la conscienciació de Freire, que veia l'alfabetització com una encarnació de la consciència social i la reflexió crítica i com un factor inseparable del canvi social, es popularitza en els països en desenvolupament i influïa en les declaracions polítiques. Al llarg dels decennis de 1980 i 1990, les definicions de l'alfabetització es van anar ampliant per tenir en compte els desafiaments de la mundialització, compreses les repercussions de les noves tecnologies i els mitjans moderns i l'aparició de les economies del coneixement. Als països amb taxes d'alfabetització altes, ha arribat a ocupar un lloc de primera importància l'avaluació de l'amplitud i diversitat de les competències bàsiques dels adults en mercats de treball en plena mutació i en societats basades en el coneixement.
També és presta una gran atenció a la llengua o les llengües en què s'adquireix i s'aplica l'alfabetització. Tenint en compte totes aquestes preocupacions, la Declaració Mundial sobre Educació per a Tots, adoptada a Jomtien el 1990, va situar la problemàtica de l'alfabetització en el context més vast de la satisfacció de les necessitats educatives fonamentals de tots-nens, joves i adults-, en proclamar que:
| «                                                             | aquestes necessitats abasten tant les eines essencials per a l'aprenentatge-lectura, escriptura, expressió oral, càlcul, solució de problemes-com els continguts bàsics de l'aprenentatge-coneixements teòrics i pràctics, valors i actituds-necessaris perquè els éssers humans puguin sobreviure, desenvolupar plenament les seves capacitats, viure i treballar amb dignitat, participar plenament en el desenvolupament, millorar la qualitat de la seva vida, prendre decisions fonamentades i continuar aprenent. | » |
| — Declaració Mundial sobre Educació per a Tots, Jomtien, 1990 | |   |

.
La resolució adoptada en 2002 per l'Assemblea General de les Nacions Unides sobre el Decenni de l'Alfabetització (2003-2012) han reconegut que l'alfabetització és un element medul·lar de l'aprenentatge al llarg de tota la vida. Aquesta resolució diu el següent:
| « | L'alfabetització és essencial perquè tot nen, jove i adult, adquireixi els coneixements essencials per a la vida quotidiana que els permetin fer front als problemes amb què poden ensopegar en la vida i representa un avanç fonamental en l'educació bàsica, que és un mitjà indispensable per a la participació eficaç en les societats i l'economia del segle xxi. | » |

A més, la comunitat internacional ha destacat en aquesta resolució l'aspecte social de l'alfabetització, en reiterar «que l'alfabetització per a tots és l'essència de l'educació bàsica per a tots, i que la creació d'entorns i societats alfabetitzats és essencial per assolir els objectius d'erradicar la pobresa, reduir la mortalitat infantil, posar límit al creixement de la població, aconseguir la igualtat entre els gèneres i aconseguir el desenvolupament sostenible, la pau i la democràcia».

## Alfabetització arreu del món
Hi ha grans diferències entre el nombre d'analfabets als països desenvolupats i els anomenats del tercer món, i en aquests, també entre homes i dones (que sovint tenen menys accés a l'ensenyament). L'opacitat de les dades de determinats governs no ajuda a la detecció i solució del problema. Els antics països del comunisme són els que més esforços han fet en aquest camp. L'alfabetisme és un dels indicadors que es té en compte per calcular l'Índex de Desenvolupament Humà
| Estimació del percentatge de la població alfabetitzada (Font: OCDE) |      |      |
|                                                                     | 1970 | 2000 |
| Món                                                                 | 63%  | 79%  |
| Països desenvolupats i en procés d'industrialització                | 95%  | 99%  |
| Països menys desenvolupats                                          | 47%  | 73%  |
| Països en vies de desenvolupament sense litoral                     | 27%  | 51%  |

El problema de l'alfabetització té una dimensió absoluta i una altra relativa, afecta especialment als pobres, les dones i els grups marginats, i és de major envergadura del que indiquen els mesuraments convencionals:
- En xifres absolutes, les persones desproveïdes de competències bàsiques en lectura, escriptura i càlcul viuen principalment a l'Àfrica subsahariana, Àsia meridional i occidental, i Àsia oriental i el Pacífic. Les perspectives d'aconseguir l'objectiu fixat per al 2015 depenen en gran manera dels progressos realitzats en els 12 països del planeta on es concentra el 75% dels analfabets.
- En termes relatius, les regions amb taxes d'alfabetització més baixes són les de l'Àfrica subsahariana, l'Àsia meridional i occidental i els Estats Àrabs, on es donen percentatges que oscil·len al voltant del 60%, malgrat que des de 1990 s'han registrat augments superiors a 10 punts percentuals.
- L'analfabetisme va unit en gran manera a l'extrema pobresa.
- Les dones estan menys alfabetitzades que els homes. A nivell mundial, per cada 100 homes adults que es consideren alfabetitzats només hi ha 88 dones adultes en les mateixes condicions. Les xifres més baixes es registren als països d'escassos ingressos com Bangladesh (62 dones per cada 100 homes) i Pakistan (57 dones per cada 100 homes).
- Entre els 771 milions de persones desproveïdes de competències bàsiques en lectura, escriptura i càlcul, hi ha 132 milions d'adults joves amb edats compreses entre 15 i 24 anys, malgrat que la taxa d'alfabetització d'aquest grup d'edat va augmentar d'un 75% l'any 1970 a un 85% l'any 2005.
- L'avaluació directa de l'alfabetització indueix a pensar que el problema plantejat per aquesta no només aconsegueix majors proporcions del que semblen indicar les xifres convencionals basades en avaluacions indirectes, sinó que a més afecta tant als països desenvolupats com a les nacions en desenvolupament.

## Tendències
La tendència tradicional parteix del reconeixement de les lletres i, associant cada fonema i la seva grafia, arribar a desxifrar les paraules i les frases. És el mètode usual de les escoles amb els nens. Altres, però, opinen que amb adults és millor usar paraules significatives per estimular-los, ja que la capacitat d'aprenentatge acostuma a ser menor que la dels infants. Sovint les paraules fan servir objectes reals o il·lustracions per aclarir el seu significat. El coneixement de l'entorn, que és molt més gran que el dels nens, ajuda a avançar més ràpidament.
Un problema afegit és quan l'alumne desconeix l'idioma i ve d'una altra cultura, com passa amb el fenomen de la immigració. En aquest cas l'aconsellable és ajudar a correlacionar allò après amb la llengua d'origen.
El nou repte que se'ns planteja és usar les noves tecnologies per evitar la fractura digital que pot suposar la Societat de la Informació.

## Alfabetització digital
El nou repte que se'ns planteja quant a l'alfabetisme és el desconeixement de les noves tecnologies de la comunicació (TIC) per part de grans sectors de la població. És el que també es coneix com a fractura o bretxa digital. Aquest terme també es pot utilitzar per referir-se a les diferències d'accés a la societat de la informació entre diferents regions o països.
En el món acadèmic existeix un antic debat sobre què és i en què ha de consistir l'alfabetització digital. No existeix un clar acord sobre com haguérem de cridar al procés d'acostament dels ciutadans a les tecnologies de la informació i el coneixement: Alfabetització digital, informacional, computacional, tecnològica, electrònica, etc., són alguns dels termes que es remenen i cada autor introdueix matisos característics per a diferenciar uns d'uns altres.
Per tant, podem entendre per Alfabetització Digital el procés d'adquisició dels coneixements necessaris per a conèixer i utilitzar adequadament les infotecnologies, i de les NTIC (recursos i eines tecnològiques poden ser aquestes físiques o no) i poder respondre críticament als estímuls i exigències d'un entorn informacional cada vegada més complex, amb varietat i multiplicitat de fonts, mitjans de comunicació i serveis.
L'alfabetització digital amb un doble objectiu: superar la bretxa digital i fomentar la integració, ocupabilitat i socialització d'aquestes persones en la societat. La persona participant s'apropia dels coneixements i l'ús adequat de l'ordinador per a construir una societat interactiva, basada principalment en el treball cooperatiu i d'equip des de la dinàmica d'equitat i d'inclusió dels *telecentres. En aquest sentit, ja no ens referim a alfabetització digital sinó a educació digital.
En aquest sentit, l'alfabetització digital es basa en l'educació en valors *i fomentant actituds crític-reflexives amb la realitat. És també una oportunitat per a millorar la qualitat de vida de les persones descobrint talents i habilitats que li servisquen en el desenrotllament de la vida quotidiana. El paper de la persona dinamitzadora és el de guia i transmissor de coneixements de forma atractiva i fàcil i incentiva la formació permanent de les persones.
És un terme que posa èmfasi en la lecto-escriptura. S'aprenen nous llenguatges i les capacitats que calen per a estar alfabetitzat digitalment són semblants a les tècniques de lecto-escriptura.
En definitiva, estar alfabetitzat digitalment seria posseir la capacitació imprescindible per a sobreviure en la Societat de la Informació i poder actuar críticament sobre ella. Es tracta d'atendre a les fins últimes de l'educació com eina de transformació social.
Per tot això, la fiap aposta per un model d'alfabetització digital multidimensional, actiu i dinàmic, amb un rerefons ètic-polític fonamental, que va molt més enllà de la simple adquisició de destreses per a utilitzar l'ordinador o qualsevol altre dispositiu per a accedir a la xarxa i que, per tant, transcendeix àmpliament el camp de la informàtica. Un concepte que requereix habilitats i coneixements, però també conscienciació i actituds crítiques. En aqueix sentit, s'acosta al concepte d'alfabetització informacional, entesa com la capacitat per a accedir i usar de manera reflexiva, crític i intencional la informació.